# Parafia Matki Bożej Łaskawej w Zgorzelcu
Parafia Matki Bożej Łaskawej – parafia rzymskokatolicka należąca do dekanatu zgorzeleckiego diecezji legnickiej.
28 października 2004 roku biskup legnicki Tadeusz Rybak powołał w Zgorzelcu nową parafię, która powstała na skutek podziału dotychczasowej parafii św. Jana Chrzciciela w Zgorzelcu i nosi wezwanie Matki Bożej Łaskawej. Od początku powstania parafii (2004) proboszczem jest ks. kan. Sławomir Lewandowski. 